# Anarchivo sida

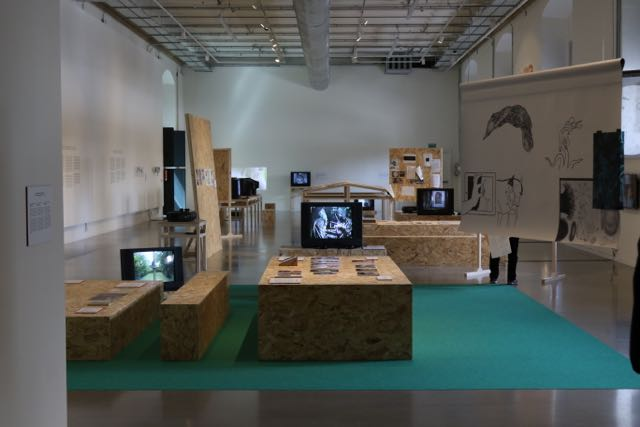
Exposición del Anarchivo sida, en Erakusketa (2016).

El Anarchivo sida es una producción artística y exposición creada por el Equipo re, que reúne material archivístico de la producción artística y cultural derivada de la crisis del sida, de 1985 a 2016, en América Latina y el sur de Europa, sobre todo de España y Chile. Fue expuesto en 2016, 2018 y 2019, en Tabakalera San Sebastián y en el MACBA.

## Historia
El Anarchivo sida comenzó entre 2012 y 2013, con el trabajo de Aimar Arriola, Nancy Garín y Linda Valdés,que constituyen el Equipo re. El grupo se conoció en el Programa de Estudios Independientes (PEI) del MACBA. Ahí, investigando sobre las políticas del cuerpo y los postfeminismos en la época de la transición democrática en España, se preguntaron si la pandemia del sida había afectado a los grupos de disidencia sexual de esa época. En sus inicios, el Equipo re estaba conformado por 6 personas, tres de las cuales eran de Chile, por lo que también comenzaron a indagar sobre el tema en el contexto chileno.
El Anarchivo se presentó como exposición en Tabakalera San Sebastián, entre abril y junio de 2016. También se presentó en el Museo de Arte Contemporáneo de Barcelona (MACBA), entre 2018 y 2019.

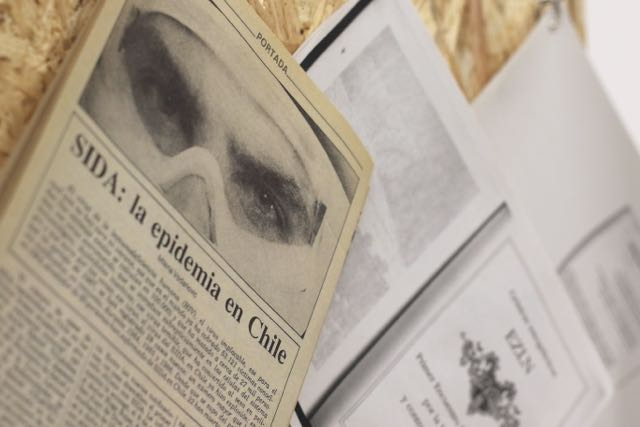
Detalle del Anarchivo sida, en Erakusketa (2016).

## Características del anarchivo
Anarchivo sida se basa en las prácticas de archivo desde un punto de vista no extractivista y anarchivístico. Con su trabajo, recopilan, identifican y hacen análisis de materiales de registro relacionadas con la crisis del sida en países de América Latina, particularmente Chile y España. Para esto utilizan un sitio web y también exposiciones denominadas «Anarchivo sida». Los documentos recopilados datan desde la década de 1980 hasta el presente, y son sobre todo fotografías, videos, archivo de performance, carteles, recortes de prensa, entre otros.
La idea del Anarchivo sida, es que el fenómeno no sea tratado solamente como una epidemia sanitaria o un problema de salud pública, sino también entenderlo desde una "dimensión cultural, social y económica, ofreciendo un relato alternativo que permitiría observar las particularidades del fenómeno desde los países del sur."
Las prácticas de archivo del Anarchivo sida, se configuran de dos maneras:
1. documentar las actividades y esfuerzos de las organizaciones y activistas que luchaban en contra del estigma social, así como su resistencia en contra de la mala gestión de la administración pública. En este sentido, generar una memoria colectiva, sobre todo a través del video.[7]
2. las prácticas artísticas relativas al sida como una respuesta cultural para reactivar la memoria, haciendo hincapié en que la crisis del VIH sigue presente.[7]